# Croton millspaughii
Espèce
Classification APG III (2009)
Croton millspaughii est une espèce de plantes à fleurs du genre Croton et de la famille des Euphorbiaceae présente au sud-est du Mexique.